# Сан Лоренцо ди Себато
Сан Лоренцо ди Себато (итал. San Lorenzo di Sebato) је насеље у Италији у округу Болцано, региону Трентино-Јужни Тирол.
Према процени из 2011. у насељу је живело 1221 становника. Насеље се налази на надморској висини од 809 м.

## Становништво
Према резултатима пописа становништва 2011. у општини је живело 3.767 становника.
| 1931. | 1936. | 1951. | 1961. | 1971. | 1981. | 1991. | 2001. | 2011. |
| ----- | ----- | ----- | ----- | ----- | ----- | ----- | ----- | ----- |
| 2.318 | 2.511 | 2.396 | 2.415 | 2.645 | 2.950 | 3.085 | 3.438 | 3.767 |